# Elia Kazan
Elias Kazantzoglou (grško Ηλίας Καζαντζόγλου,IPA: [iˈli.as kazanˈdzoɣlu], znan kot Elia Kazan),, ameriški filmski in gledališki režiser, producent, scenarist in igralec grškega porekla, * 7. september 1909, Konstantinopel, Osmansko cesarstvo, † 28. september 2003, New York, ZDA. 
Elia Kazan je bil ameriški filmski in gledališki režiser, producent, scenarist in igralec, ki ga je The New York Times opisal kot »enega najbolj cenjenih in vplivnih režiserjev v zgodovini Broadwaya in Hollywooda«.
Rodil se je v Konstantinoplu (danes Istanbul) grškim staršem iz Kapadokije. Njegova družina se je preselila v Združene države Amerike leta 1913, ko je bil star štiri leta. Šolal se je na Williams Collegeu in nato Yale School of Drama. Nato je osem let poklicno igral, nato pa se leta 1932 pridružil Group Theater in leta 1947 soustanovil Actors Studio. Z Robertom Lewisom in Cheryl Crawford je njegov igralski studio uvedel metodo igranja »Method Acting« pod vodstvom Leeja Strasberga. Kazan je igral tudi v nekaj filmih, vključno s City for Conquest (1940).
Kazanu so bili pomembni osebni ali družbeni problemi, ki so ga zanimali, kar se je odražalo v njegovih filmih. Izjavil je: »Ne premaknem se, razen če nimam nekaj empatije do osnovne teme.« Njegov prvi film s takšno »problemsko« tematiko je bil Gentleman's Agreement (1947) z Gregoryjem Peckom, ki se je ukvarjal z antisemitizmom v Ameriki. Film je prejel osem nominacij za oskarja in osvojil tri, vključno s Kazanovo prvo nagrado za najboljšega režiserja. Sledil je film Pinky (1949), eden prvih mainstream hollywoodskih filmov, ki obravnava rasne predsodke proti Afroameričanom. Film Tramvaj Poželenje (1951), priredba istoimenske gledališke igre, ki jo je tudi režiral, je prejel dvanajst nominacij za oskarja in osvojil štiri. Marlon Brando je v tem filmu dosegel svoj preboj. Tri leta pozneje je Elia Kazan ponovno sodeloval z Marlonom Brandom v filmu On the Waterfront, ki govori o korupciji sindikatov v newyorškem pristanišču. Ta film je prejel dvanajst nominacij za oskarja in osvojil osem. Leta 1955 je režiral Vzhodno od raja po literarni predlogi Johna Steinbecka, ki je filmskemu občinstvu predstavil Jamesa Deana.
Prelomnica v Kazanovi karieri se je zgodila leta 1952, ko je pričal pred Committee on Un-American Activities leta 1952 v času hollywoodskega črnega seznama. Njegovo pričanje je povzročilo močne negativne reakcije mnogih prijateljev in kolegov, saj je s tem pomagal končati kariere nekdanjih igralskih kolegov Morrisa Carnovskega in Arta Smitha ter dramatika Clifforda Odetsa. Kazan in Odets sta se dogovorila, da bosta pred komisijo imenovala drug drugega. Kazan je pozneje opravičil svoje dejanje z besedami, da je izbral »le bolj sprejemljivo od dveh alternativ, ki sta bili tako ali tako boleči in napačni.« Njegovo protikomunistično pričanje je še desetletja kasneje povzročalo polemike. Ko je Kazan leta 1999 prejel častnega oskarja, se je pred prizoriščem podelitve zbralo približno 250 ljudi, ki so protestirali proti odločitvi, da Kazanu podelijo to nagrado.
Kazanu so pripisovali velik vpliv na filme 1950-ih in 1960-ih z njegovimi provokativnimi, problemsko usmerjenimi temami. Režiser Stanley Kubrick ga je označil za »brez dvoma, najboljšega režiserja, ki ga imamo v Ameriki, [in] sposobnega delati čudeže z igralci, ki jih uporablja.«:36 Avtor filmov Ian Freer je zaključil, da je tudi »če so njegova dosežki omadeževani s politično polemiko, dolg Hollywooda – in igralcev vsepovsod – do njega ogromen.« Orson Welles je rekel, da je »Kazan je izdajalec [...] [vendar] je zelo dober režiser.« Leta 2010 je Martin Scorsese sorežiral dokumentarni film A Letter to Elia kot osebni poklon Kazanu.

## Filmografija
| Leto | Film                     | Distributor             |
| ---- | ------------------------ | ----------------------- |
| 1945 | A Tree Grows in Brooklyn | 20th Century Fox        |
| 1947 | The Sea of Grass         | Metro-Goldwyn-Mayer     |
| 1947 | Boomerang!               | 20th Century Fox        |
| 1947 | Gentleman's Agreement    | 20th Century Fox        |
| 1949 | Pinky                    | 20th Century Fox        |
| 1950 | Panic in the Streets     | 20th Century Fox        |
| 1951 | A Streetcar Named Desire | Warner Bros.            |
| 1952 | Viva Zapata!             | 20th Century Fox        |
| 1953 | Man on a Tightrope       | 20th Century Fox        |
| 1954 | On the Waterfront        | Columbia Pictures       |
| 1955 | East of Eden             | Warner Bros.            |
| 1956 | Baby Doll                | Warner Bros.            |
| 1957 | A Face in the Crowd      | Warner Bros.            |
| 1960 | Wild River               | 20th Century Fox        |
| 1961 | Splendor in the Grass    | Warner Bros.            |
| 1963 | America America          | Warner Bros.            |
| 1969 | The Arrangement          | Warner Bros.-Seven Arts |
| 1972 | The Visitors             | United Artists          |
| 1976 | The Last Tycoon          | Paramount Pictures      |

Dokumentarni film
- People of the Cumberland (1937)
- Watchtower Over Tomorrow (1945)

Kot igralec
- City for Conquest (1940)
- Blues in the Night (1941)

## Nagrade in nominacije
| Leto | Nagrada                               | Kategorija                       | Naslov                            | Rezultat    | Ref.   |
| ---- | ------------------------------------- | -------------------------------- | --------------------------------- | ----------- | ------ |
| 1947 | Oskar                                 | Najboljša režija                 | Gentleman's Agreement             | Osvojil/a   | [ 19 ] |
| 1951 | Oskar                                 | Najboljša režija                 | A Streetcar Named Desire          | nominiran/a | [ 19 ] |
| 1954 | Oskar                                 | Najboljša režija                 | On the Waterfront                 | Osvojil/a   | [ 19 ] |
| 1955 | Oskar                                 | Najboljša režija                 | East of Eden                      | nominiran/a | [ 19 ] |
| 1963 | Oskar                                 | Najboljši film                   | America America                   | nominiran/a | [ 19 ] |
| 1963 | Oskar                                 | Najboljša režija                 | America America                   | nominiran/a | [ 19 ] |
| 1963 | Oskar                                 | Najboljši izvirni scenarij       | America America                   | nominiran/a | [ 19 ] |
| 1998 | Oskar                                 | Življenjsko delo                 | Lifetime Achievement              | Osvojil/a   | [ 19 ] |
| 1947 | Tony Awards                           | Najboljša režija                 | All My Sons                       | Osvojil/a   | [ 20 ] |
| 1949 | Tony Awards                           | Najboljša režija                 | Death of a Salesman               | Osvojil/a   | [ 20 ] |
| 1956 | Tony Awards                           | Najboljša režija                 | Cat on a Hot Tin Roof             | nominiran/a | [ 20 ] |
| 1958 | Tony Awards                           | Najboljša igra                   | The Dark at the Top of the Stairs | nominiran/a | [ 20 ] |
| 1958 | Tony Awards                           | Najboljša režija igre            | The Dark at the Top of the Stairs | nominiran/a | [ 20 ] |
| 1959 | Tony Awards                           | Najboljša režija igre            | J.B.                              | Osvojil/a   | [ 20 ] |
| 1960 | Tony Awards                           | Najboljša režija igre            | Sweet Bird of Youth               | nominiran/a | [ 20 ] |
| 1948 | Golden Globe Awards                   | Najboljši filmski režiser        | Gentleman's Agreement             | Osvojil/a   | [ 21 ] |
| 1954 | Golden Globe Awards                   | Najboljši filmski režiser        | On The Waterfront                 | Osvojil/a   | [ 21 ] |
| 1956 | Golden Globe Awards                   | Najboljši filmski režiser        | Baby Doll                         | Osvojil/a   | [ 21 ] |
| 1963 | Golden Globe Awards                   | Najboljši filmski režiser        | America America                   | Osvojil/a   | [ 21 ] |
| 1952 | British Academy Film Awards           | Najboljši film                   | A Streetcar Named Desire          | nominiran/a | [ 19 ] |
| 1952 | British Academy Film Awards           | Najboljši film                   | Viva Zapata!                      | nominiran/a | [ 19 ] |
| 1954 | British Academy Film Awards           | Najboljši film                   | On the Waterfront                 | nominiran/a | [ 19 ] |
| 1955 | British Academy Film Awards           | Najboljši film                   | East of Eden                      | nominiran/a | [ 19 ] |
| 1956 | British Academy Film Awards           | Najboljši film                   | Baby Doll                         | nominiran/a | [ 19 ] |
| 1952 | Filmski festival v Cannesu            | Velika nagrada festivala         | Viva Zapata!                      | nominiran/a | [ 19 ] |
| 1955 | Filmski festival v Cannesu            | Najboljši dramski film           | East of Eden                      | Osvojil/a   | [ 19 ] |
| 1955 | Filmski festival v Cannesu            | Zlata palma                      | East of Eden                      | nominiran/a | [ 19 ] |
| 1972 | Filmski festival v Cannesu            | Zlata palma                      | The Visitors                      | nominiran/a | [ 19 ] |
| 1953 | Mednarodni filmski festival v Berlinu | Zlati medved                     | Man on a Tightrope                | nominiran/a | [ 22 ] |
| 1960 | Mednarodni filmski festival v Berlinu | Zlati medved                     | Wild River                        | nominiran/a | [ 23 ] |
| 1996 | Mednarodni filmski festival v Berlinu | Zlati medved za življenjsko delu | N/A                               | Osvojil/a   | [ 24 ] |
| 1948 | Beneški filmski festival              | Mednarodna nagrada               | Gentleman's Agreement             | nominiran/a | [ 19 ] |
| 1950 | Beneški filmski festival              | Mednarodna nagrada               | Panic in the Streets              | nominiran/a | [ 19 ] |
| 1950 | Beneški filmski festival              | Zlati lev                        | Panic in the Streets              | Osvojil/a   | [ 19 ] |
| 1951 | Beneški filmski festival              | Zlati lev                        | A Streetcar Named Desire          | nominiran/a | [ 19 ] |
| 1951 | Beneški filmski festival              | Posebna nagrada žirije           | A Streetcar Named Desire          | Osvojil/a   | [ 19 ] |
| 1954 | Beneški filmski festival              | Zlati lev                        | On the Waterfront                 | nominiran/a | [ 19 ] |
| 1954 | Beneški filmski festival              | Srebrni lev                      | On the Waterfront                 | Osvojil/a   | [ 19 ] |
| 1955 | Beneški filmski festival              | OCIC Award                       | On the Waterfront                 | Osvojil/a   | [ 19 ] |

Poleg teh nagrad ima Kazan zvezdo na Hollywoodska aleja slavnih, ki se nahaja na 6800 Hollywood Boulevard.
Je tudi član ameriške gledališke hiše slavnih.